# Purpuricenus caputorubens
Purpuricenus caputorubens là một loài bọ cánh cứng trong họ Cerambycidae.